# クァイティオクアカイ
クァイティオクアカイ（タイ語: ก๋วยเตี๋ยวคั่วไก่、発音 [kǔa̯j.tǐa̯w kʰûa̯ kàj]）はタイ料理の一つである。米麺と鶏肉を主な材料とする。クァイティオ（ก๋วยเตี๋ยว  、kuaitiao）は米麺の意。

## 概要
クァイティオクアカイのレシピは中国発祥である。もともと中国の「鶏粥」に由来し、第二次世界大戦期に華僑によってタイにもたらされた。 だがタイに土着する過程で鶏肉を載せた麺料理へと変化を遂げた。 
クァイティオクアカイは鶏肉、イカ、レタスなどを具とし、それらの具をかき混ぜた乾麺として出されることが多い。その他にも具として薄切りのトマトや卵、揚げ団子、ニンニク、ネギなどが入れられることもあり、オイスターソースや醤油、魚醤で味付けされる。また、ソースプリクやチリパウダー、酢、砂糖、辛味入りトマトソースで刺激的な味付けにされることもある。

## 著名店
バンコクで有名なクァイティオクアカイ専門店は、フアランポーン駅一帯のスアンマリ地区と、ヤワラート（バンコク中華街）地区のバンコク都庁総合病院に近接するプラプチャイ地区付近に集中している。トンブリーのラマ8世橋の下のバーンプラット区一帯も専門店が多くひしめき合うことで知られている。